# كول تينكلر
كول تينكلر (بالإنجليزية: Cole Tinkler)‏ هو لاعب كرة قدم نيوزيلندي في مركز الدفاع، ولد في 5 مايو 1986 في هاميلتون في نيوزيلندا. شارك مع منتخب نيوزيلندا تحت 17 سنة لكرة القدم ومنتخب نيوزيلندا تحت 20 سنة لكرة القدم ومنتخب نيوزيلندا تحت 23 سنة لكرة القدم. أما مع النوادي، فقد لعب مع تيم ويلينغتون وسيدني تايغرز وكووبيون بالوسيورا ونادي أوكلاند سيتي وهاوجانج يونايتد ووايتاكيري يونايتد.

## وصلات خارجية
- كول تينكلر على موقع الاتحاد الدولي (مؤرشف)  (الإنجليزية)
- كول تينكلر على موقع قاعدة بيانات كرة القدم.إي يو (الإنجليزية)
- كول تينكلر على موقع عالم كرة القدم.نت (الإنجليزية)
- كول تينكلر على موقع أوليمبيديا (الإنجليزية)
- كول تينكلر على موقع اللجنة الأولمبية النيوزيلندية (الإنجليزية)